# 丸/OW
『丸／OW』（まる おう）は、2014年の日本の映画である。監督は鈴木洋平、出演は飯田芳、木原勝利、松浦祐也など。
正体不明の球体の出現により崩壊していく平凡な家庭を描いた不条理劇である。

## スタッフ
- 監督：鈴木洋平
- プロデューサー：池田将、今村左悶
- 脚本：鈴木洋平、小山侑子
- 撮影：柏田洋平
- 編集：鈴木洋平
- 制作：松島愛美、平田圭一
- ラインプロデューサー：上野修平
- 音楽：今村左悶
- ドラム演奏：山本祐輔
- スクリプター：石橋由紀奈
- 録音：平井名辰哉
- 球体造形：相沢克人
- ガンエフェクト：FireWorks
- 合成：木下隆之（UNIT）
- 助監督：田中健太
- 助成：シネアスト・オーガニゼーション大阪

| スタブアイコン | サブスタブ | この項目は、まだ閲覧者の調べものの参照としては役立たない、映画に関連した書きかけの項目です。この項目を加筆・訂正などしてくださる協力者を求めています（P:映画/PJ:映画）。 |